# 8491 Joelle-gilles
8491 Joelle-gilles este un asteroid din centura principală de asteroizi.

## Descriere
8491 Joelle-gilles este un asteroid din centura principală de asteroizi. A fost descoperit pe 28 decembrie 1989 la Observatoire de Haute-Provence de Eric Walter Elst. Asteroidul prezintă o orbită caracterizată de o semiaxă mare de 2,41 ua, o excentricitate de 0,15 și o înclinație de 1,9° în raport cu ecliptica.